# Cocă (navigație)

## Marină

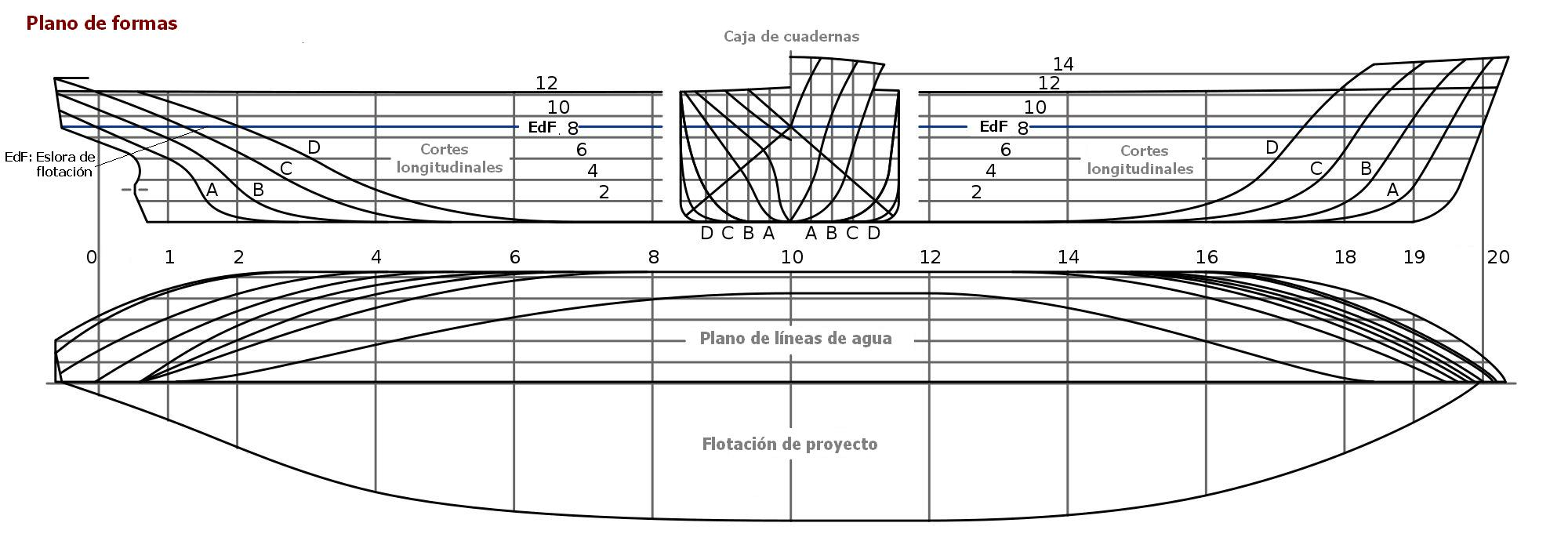
Coca navei - secțiuni în cele trei planuri

Coca este forma exterioară a corpului navei, așa cum este delimitată de bordajul exterior și puntea superioară.
Ea reprezintă partea principală a navei și constă din osatură, bordaj exterior, bordaj interior și punți, inclusiv suprastructurile (teuga, castelul central și duneta).
Suprastructurile ușoare de pe punți și amenajările aferente, arborada, greementul, echipamentul și armamentul nu fac parte din cocă. 
Prin forma și construcția sa, corpul navei asigură plutirea, rezistența structurală la solicitări, stabilitatea, manevrabilitatea și toate celelalte calități nautice. Corpul navei constă din două părți esențiale: 
- a) partea imersă, numită „carenă" sau "operă vie"
- b) partea emersă, numită „operă moartă"

Asupra carenei se exercită presiunea apei din care rezultă „împingerea" care, prin echilibrare cu greutatea navei, asigură flotabilitatea. 
Opera moartă asigură rezerva de flotabilitate pentru cazurile de accidente care ar duce la modificarea stării normale de echilibru. 
În interior, corpul navei este împărțit prin pereți despărțitori transversali în compartimente etanșe și prin platforme de etajare numite punți.

## Aeronautică
În aeronautică, cocă se referă la:

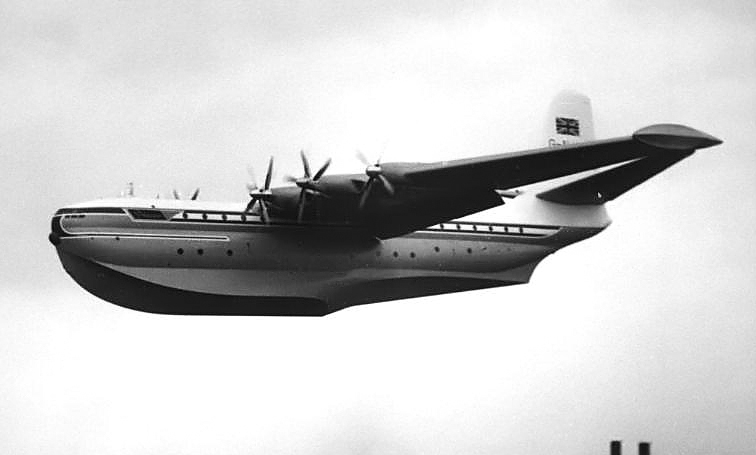
Hidroavionul Saunders-Roe Princess cu cocă

- structura fuzelajului unui avion, formată numai din învelișul exterior;
- partea inferioară a fuzelajului unor hidroavioane (fără flotoare) cu o profilare specială (cu redan), asigurând plutirea acestuia pe suprafața apei;